# NHL Awards

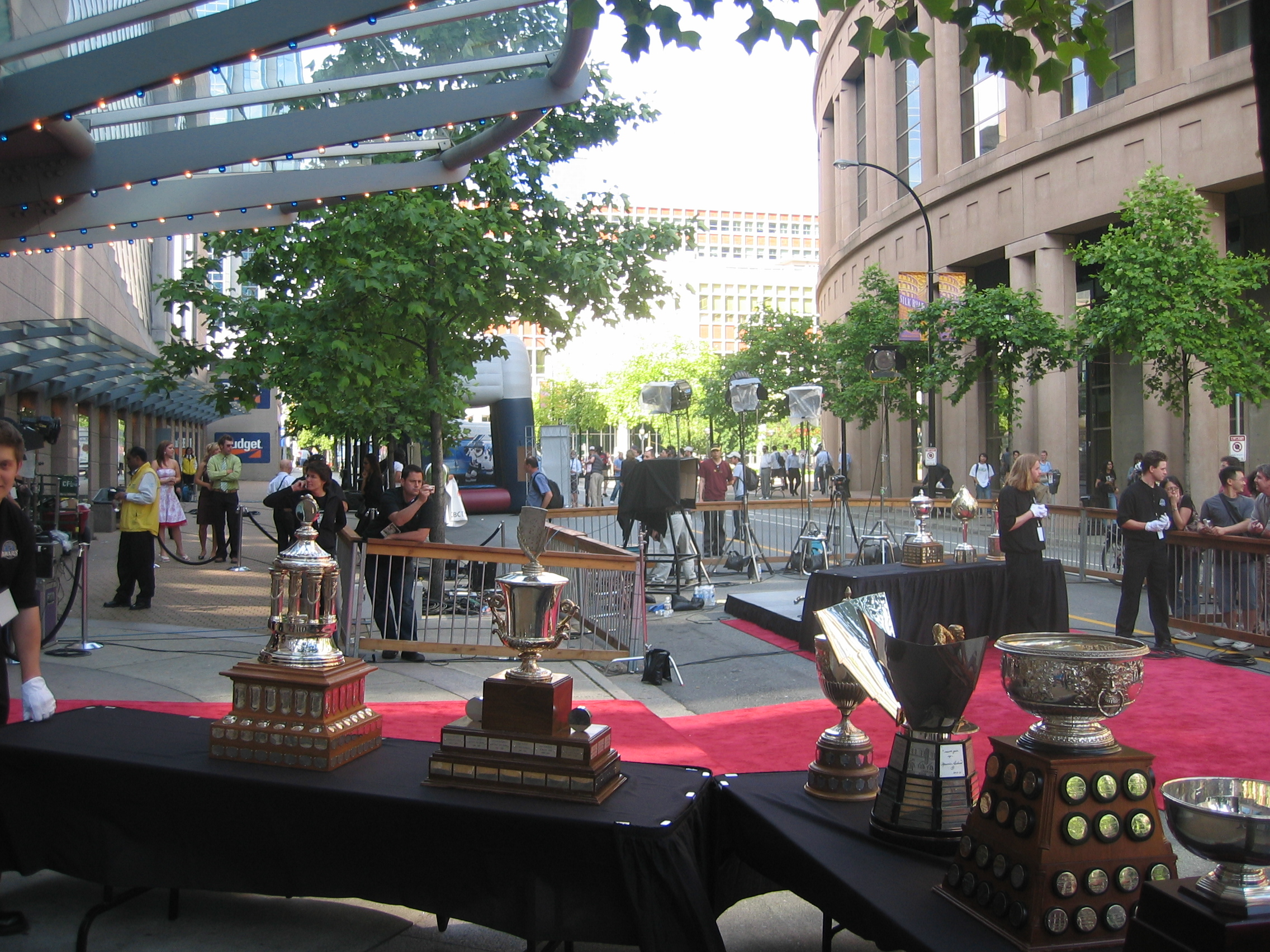
Die Original-Spielertrophäen bei den NHL Awards 2006 in Vancouver

Die NHL Awards sind Trophäen der National Hockey League (NHL). Es gibt Trophäen für die Teams, die nach entscheidenden Spielen überreicht werden und Individualtrophäen, die nach Ablauf einer Saison im Rahmen einer Preisverleihung an Spieler und weitere Mitwirkende der NHL vergeben werden. Die Original-Trophäen werden in der Hockey Hall of Fame in Toronto aufbewahrt und können während der Öffnungszeiten von Besuchern besichtigt werden.
Die wichtigste Mannschaftstrophäe ist der Stanley Cup, der seit 1893 verliehen wird und seit 1927 den Sieger der Play-offs in der NHL auszeichnet.
Insgesamt gibt es derzeit 15 verschiedene individuelle Trophäen, die jährlich an einen Spieler der NHL verliehen werden. Zudem werden auch der beste Trainer (Jack Adams Award) und der beste General Manager (NHL General Manager of the Year Award) am Ende jeder Saison ausgezeichnet. Die älteste Spielertrophäe der NHL Awards ist die Hart Memorial Trophy, die aus dem Jahr 1924 stammt.

## Mannschaftstrophäen
| Name                      | seit | Vergabe an | Rekordgewinner                                | Bild                                       |
| ------------------------- | ---- | --- | --------------------------------------------- | ------------------------------------------ |
| Stanley Cup               | 1893 | Sieger der NHL-Play-offs (seit 1927) - Sieger der Play-offs zwischen NHA/NHL und einer anderen kanadischen Liga (1915–1926) - Sieger des Challenge Cups (1893–1914) | Canadiens de Montréal (24)                    | Der Stanley Cup in der Hockey Hall of Fame |
| Prince of Wales Trophy    | 1924 | Play-off-Sieger der Eastern Conference (seit 1992) - Play-off-Sieger der Wales Conference (1982–1991) - Punktbestes Team der regulären Saison in der Wales Conference (1975–1981) - Punktbestes Team der regulären Saison in der Eastern Division (1968–1974) - Punktbestes Team der regulären Saison (1939–1967) - Punktbestes Team der regulären Saison in der American Division (1928–1938) | Canadiens de Montréal (25)                    | Der Stanley Cup in der Hockey Hall of Fame |
| Clarence S. Campbell Bowl | 1968 | Play-off-Sieger der Western Conference (seit 1992) - Play-off-Sieger der Campbell Conference (1982–1991) - Punktbestes Team der regulären Saison in der Campbell Conference (1975–1981) - Punktbestes Team der regulären Saison in der Western Division (1968–1974) | Edmonton Oilers und Chicago Blackhawks (je 7) | Der Stanley Cup in der Hockey Hall of Fame |
| Presidents’ Trophy        | 1986 | Punktbeste Mannschaft der regulären Saison | Detroit Red Wings (6)                         | Der Stanley Cup in der Hockey Hall of Fame |

## Individualtrophäen

### Die Preisverleihung
Während der Preisverleihung können auf der Bühne nicht immer die Original-Trophäen überreicht werden, da manche zu groß sind. Nach der Gala können sich aber die Preisträger mit den Originalen fotografieren lassen. Die Original-Trophäen bleiben im ständigen Besitz der Hockey Hall of Fame, aber die Preisträger erhalten ein kleineres Duplikat, das sie auch behalten dürfen. Die Namen der Preisträger werden auf den Original-Trophäen eingraviert.
Nur die Conn Smythe Trophy für den wertvollsten Spieler der Play-offs wird nicht bei der Preisverleihung, sondern nach dem letzten Finalspiel um den Stanley Cup überreicht.

### Die Trophäen
| Name                                                 | seit | Vergabe an | Rekordgewinner                     | Bild                                                                       |
| ---------------------------------------------------- | ---- | --- | ---------------------------------- | -------------------------------------------------------------------------- |
| Hart Memorial Trophy                                 | 1924 | Wertvollster Spieler (MVP) der Saison | Wayne Gretzky (9)                  | Die Hart Memorial Trophy aus dem Jahre 1924 ist die älteste Spielertrophäe |
| Conn Smythe Trophy                                   | 1965 | Wertvollster Spieler der Stanley-Cup-Play-offs | Patrick Roy (3)                    | Die Hart Memorial Trophy aus dem Jahre 1924 ist die älteste Spielertrophäe |
| Ted Lindsay Award Lester B. Pearson Award (bis 2009) | 1971 | Wertvollster Spieler der Saison gewählt durch die Spielergewerkschaft NHLPA | Wayne Gretzky (5)                  | Der Lester B. Pearson Award, wie er bis 2009 verliehen wurde               |
| Vezina Trophy                                        | 1927 | Bester Torhüter der Saison (seit 1982) - Der/die Torhüter mit mindestens 25 Einsätzen, deren Team die wenigsten Gegentore kassiert hat (1947–1981) - Bester Torhüter der Saison (1927–1946) | Jacques Plante (7)                 | Die Hart Memorial Trophy aus dem Jahre 1924 ist die älteste Spielertrophäe |
| James Norris Memorial Trophy                         | 1954 | Verteidiger, der in der Saison die besten All-Round-Qualitäten auf seiner Position zeigt | Bobby Orr (8)                      | Die Hart Memorial Trophy aus dem Jahre 1924 ist die älteste Spielertrophäe |
| Frank J. Selke Trophy                                | 1978 | Stürmer mit den besten Defensivqualitäten | Patrice Bergeron Bob Gainey (je 4) | Die Hart Memorial Trophy aus dem Jahre 1924 ist die älteste Spielertrophäe |
| Calder Memorial Trophy                               | 1933 | Bester Neuprofi (Rookie) der Saison | keine Mehrfachgewinner möglich     | Die Hart Memorial Trophy aus dem Jahre 1924 ist die älteste Spielertrophäe |
| Lady Byng Memorial Trophy                            | 1925 | Spieler, der einem hohen sportlichen Standard verbunden mit vorbildlicher Fairness zeigte                                                                                                   | Frank Boucher (7)                  | Die Hart Memorial Trophy aus dem Jahre 1924 ist die älteste Spielertrophäe |
| Bill Masterton Memorial Trophy                       | 1968 | Spieler, der durch Ausdauer, Hingabe und Fairness in und um das Eishockey herausragte | keine Mehrfachgewinner             | Die Hart Memorial Trophy aus dem Jahre 1924 ist die älteste Spielertrophäe |
| King Clancy Memorial Trophy                          | 1988 | Spieler, der durch Führungsqualitäten auf und neben dem Eis und sozialem Engagement herausragte                                                                                             | Henrik Sedin (2)                   | Die Hart Memorial Trophy aus dem Jahre 1924 ist die älteste Spielertrophäe |
| NHL Foundation Player Award                          | 1998 | Spieler, der die Werte des Eishockeys verkörpert und sich besonders gesellschaftlich engagiert                                                                                              | keine Mehrfachgewinner             |                                                                            |
| Mark Messier Leadership Award                        | 2006 | Spieler, der durch seine Führungsqualitäten und die Motivation von Teamkollegen herausragte                                                                                                 | Sidney Crosby (2)                  |                                                                            |
| Art Ross Trophy                                      | 1948 | Bester Scorer der Saison | Wayne Gretzky (10)                 | Die Hart Memorial Trophy aus dem Jahre 1924 ist die älteste Spielertrophäe |
| Maurice Richard Trophy                               | 1999 | Bester Torschütze der Saison | Alexander Owetschkin (9)           | Die Hart Memorial Trophy aus dem Jahre 1924 ist die älteste Spielertrophäe |
| William M. Jennings Trophy                           | 1982 | Der/die Torhüter mit mindestens 25 Einsätzen, deren Team während der Saison die wenigsten Gegentore kassiert hat                                                                            | Martin Brodeur Patrick Roy (je 5)  | Die Hart Memorial Trophy aus dem Jahre 1924 ist die älteste Spielertrophäe |
| NHL Plus/Minus Award                                 | 1983 | Beste Plus/Minus-Bilanz der Saison | Wayne Gretzky (3)                  |                                                                            |
| Jack Adams Award                                     | 1974 | Bester Trainer der Saison | Pat Burns (3)                      | Die Hart Memorial Trophy aus dem Jahre 1924 ist die älteste Spielertrophäe |
| NHL General Manager of the Year Award                | 2010 | Bester General Manager der Saison | Lou Lamoriello (2)                 |                                                                            |